# Ornithogalum immaculatum
Ornithogalum immaculatum är en sparrisväxtart som beskrevs av Franz Speta. Ornithogalum immaculatum ingår i släktet stjärnlökar, och familjen sparrisväxter.
Artens utbredningsområde är Grekland. Inga underarter finns listade i Catalogue of Life.